# Cathédrale Saint-Joseph de Columbus
Pour les articles homonymes, voir Cathédrale Saint-Joseph.
 (février 2025).
La cathédrale Saint-Joseph est le siège du diocèse de Columbus aux États-Unis dans l'Ohio. Elle est placée sous le vocable de saint Joseph.

## Historique
La paroisse Saint-Joseph est fondée en 1866 à partir d'un territoire de la paroisse Saint-Patrick. Le terrain est acquis à Broad Street pour 13 500 dollars. l'église est construite en style néo-gothique anglo-normand selon les plans de Michael Harding. La première pierre est bénite le 11 novembre 1866 par l'évêque auxiliaire Mgr Sylvester Horton Rosecrans de l'archidiocèse de Cincinnati.  Lorsque le pape Pie IX érige le nouveau diocèse de Columbus, le 3 mars 1868, l'église Saint-Joseph est choisie comme cathédrale. L'architecte Robert Brookes procède à des aménagements.

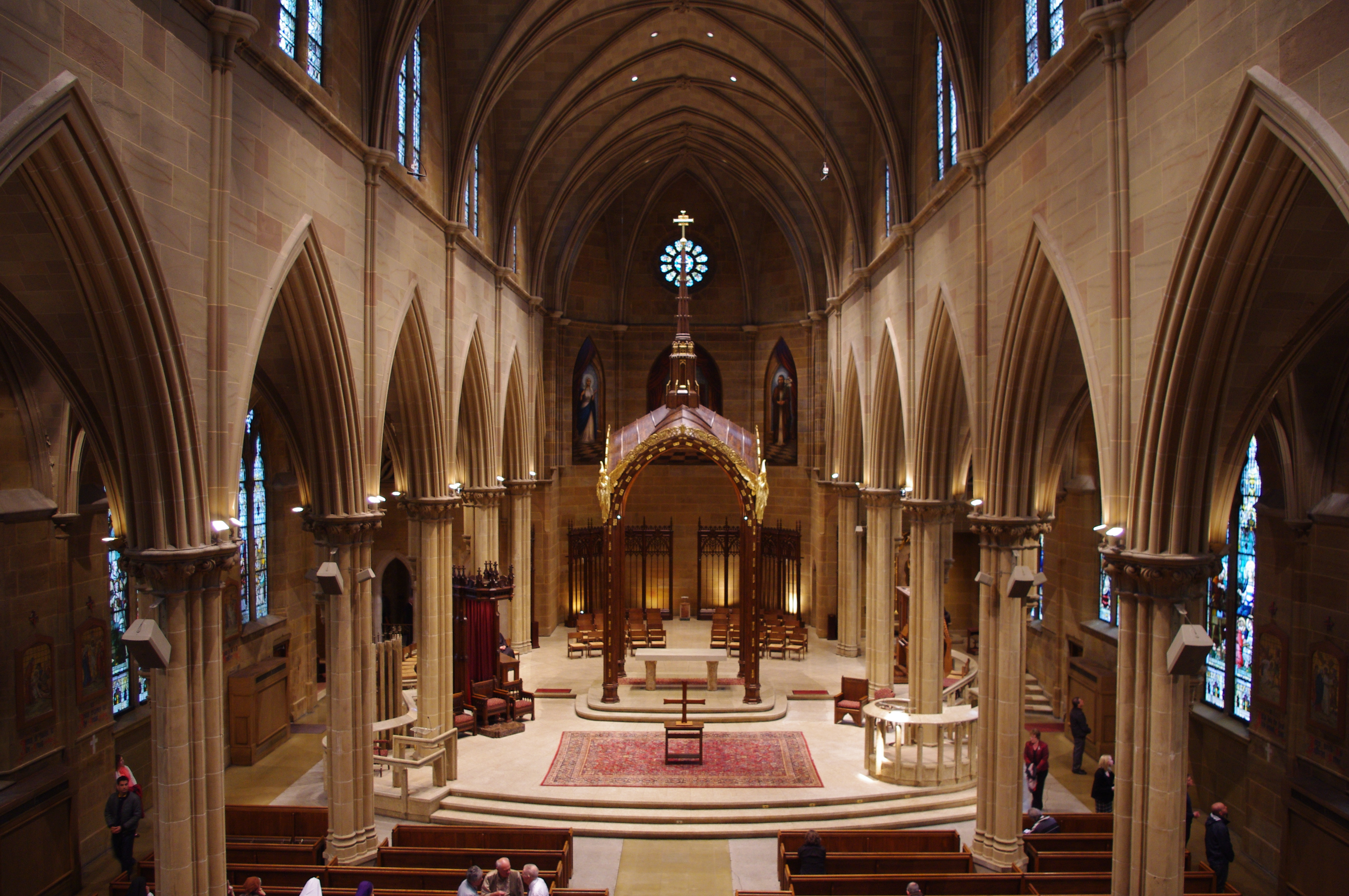
Intérieur de la cathédrale.

La première messe à la cathédrale est célébrée par Mgr Rosecrans à la Noël 1872. Le maître-autel et les autels latéraux de marbre sont offerts par le cardinal McCloskey de New York. Le marbre provient de la même carrière que celle utilisée pour la cathédrale Saint-Patrick de New York. En 1873, une maison est achetée pour abriter le clergé, avant de construire une maison ad hoc, consacrée en 1878 avant la fin de sa construction.
Les murs extérieurs s'étendent à 56,4 mètres de longueur et 28 mètres de largeur. Il y a trois entrées donnant sur Broad Street et une sur Fifth Street.
La façade principale comporte deux clochers. La tour sud-ouest devait atteindre 95 mètres et comprend trois cloches et un carillon de dix cloches, et la tour sud-est devait atteindre 61 mètres, mais aucune n'a été terminée.

## Vitraux

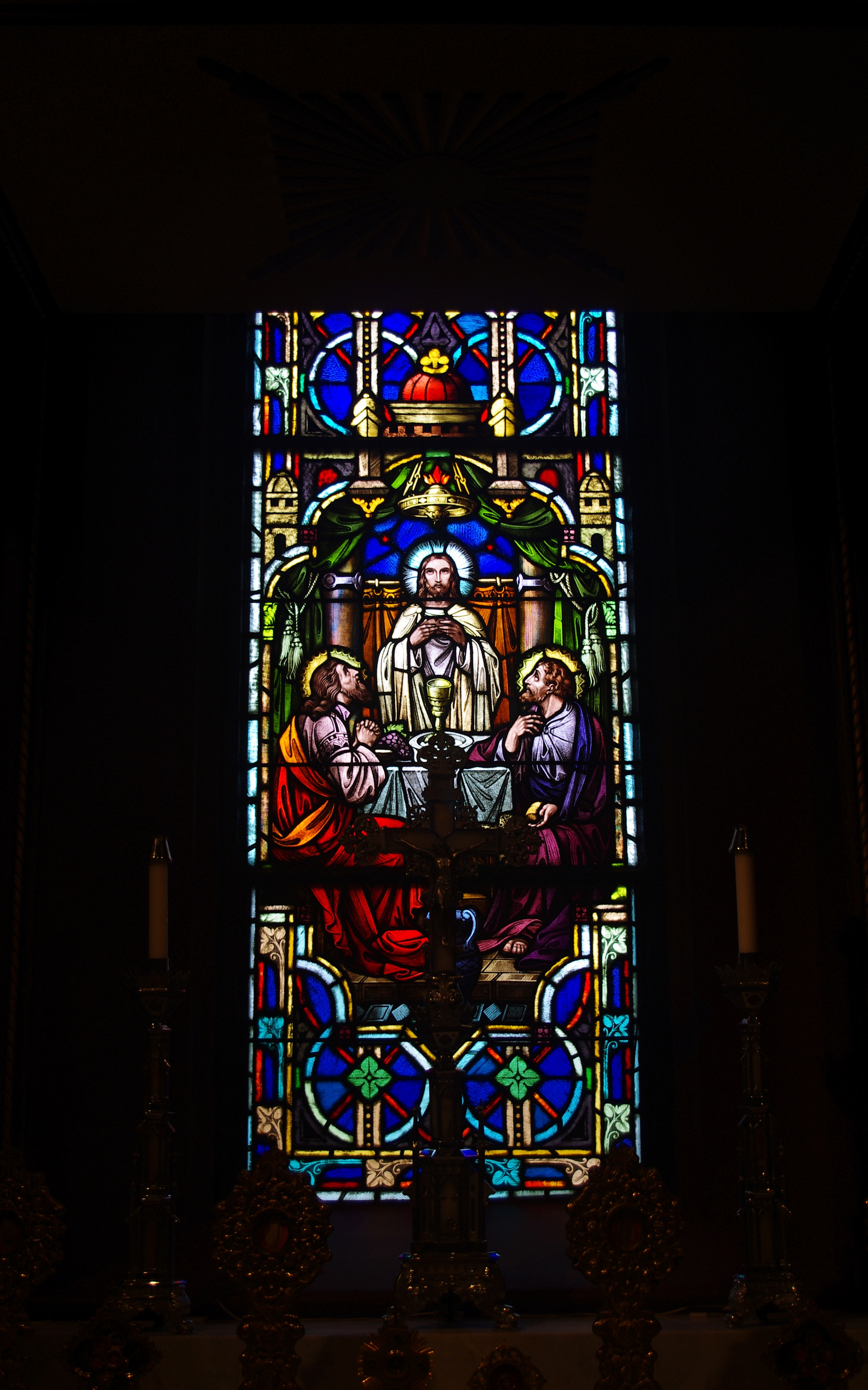
Vitrail de la Dernière Cène.
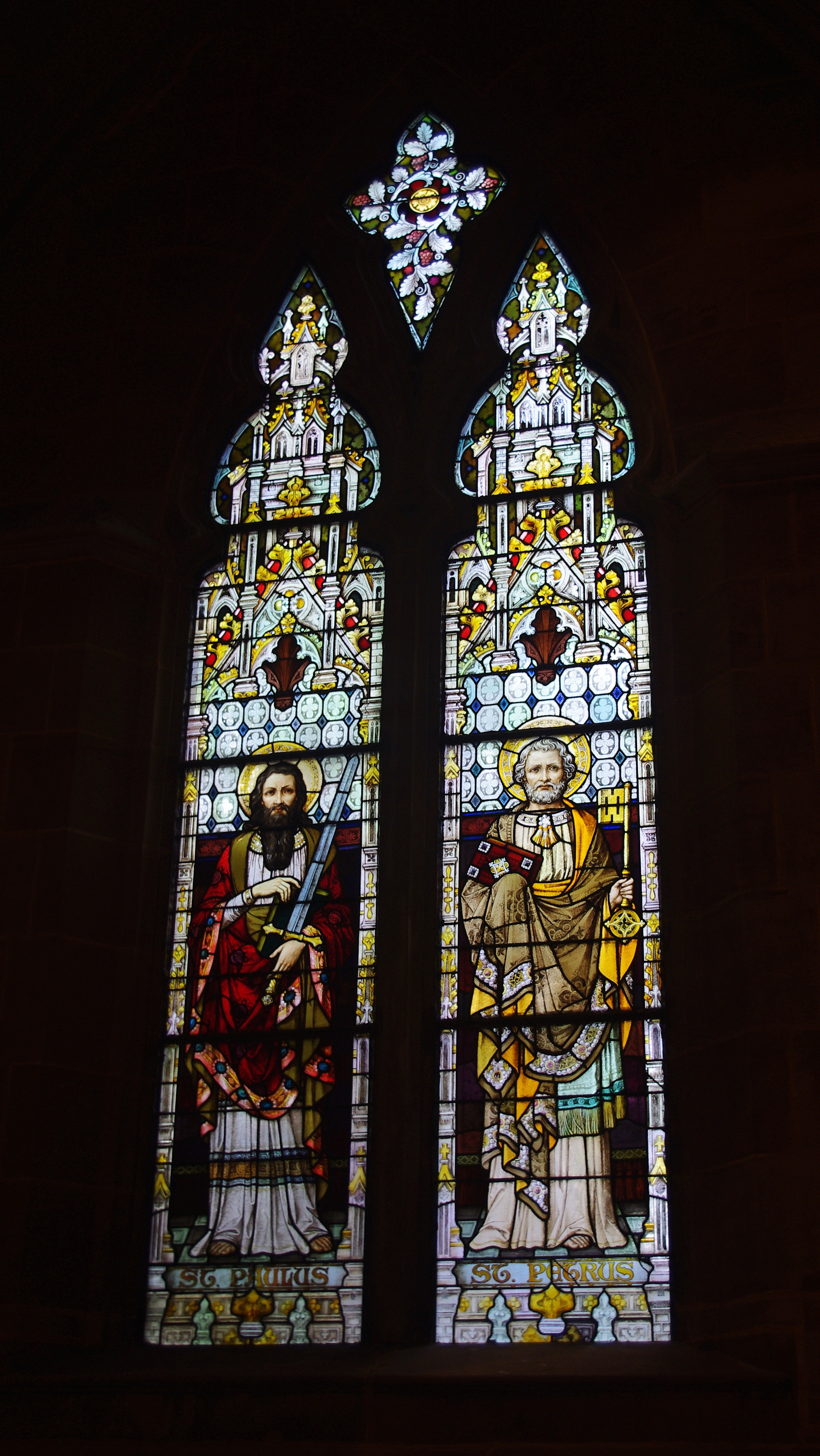
Vitrail représentant saint Pierre et saint Paul.
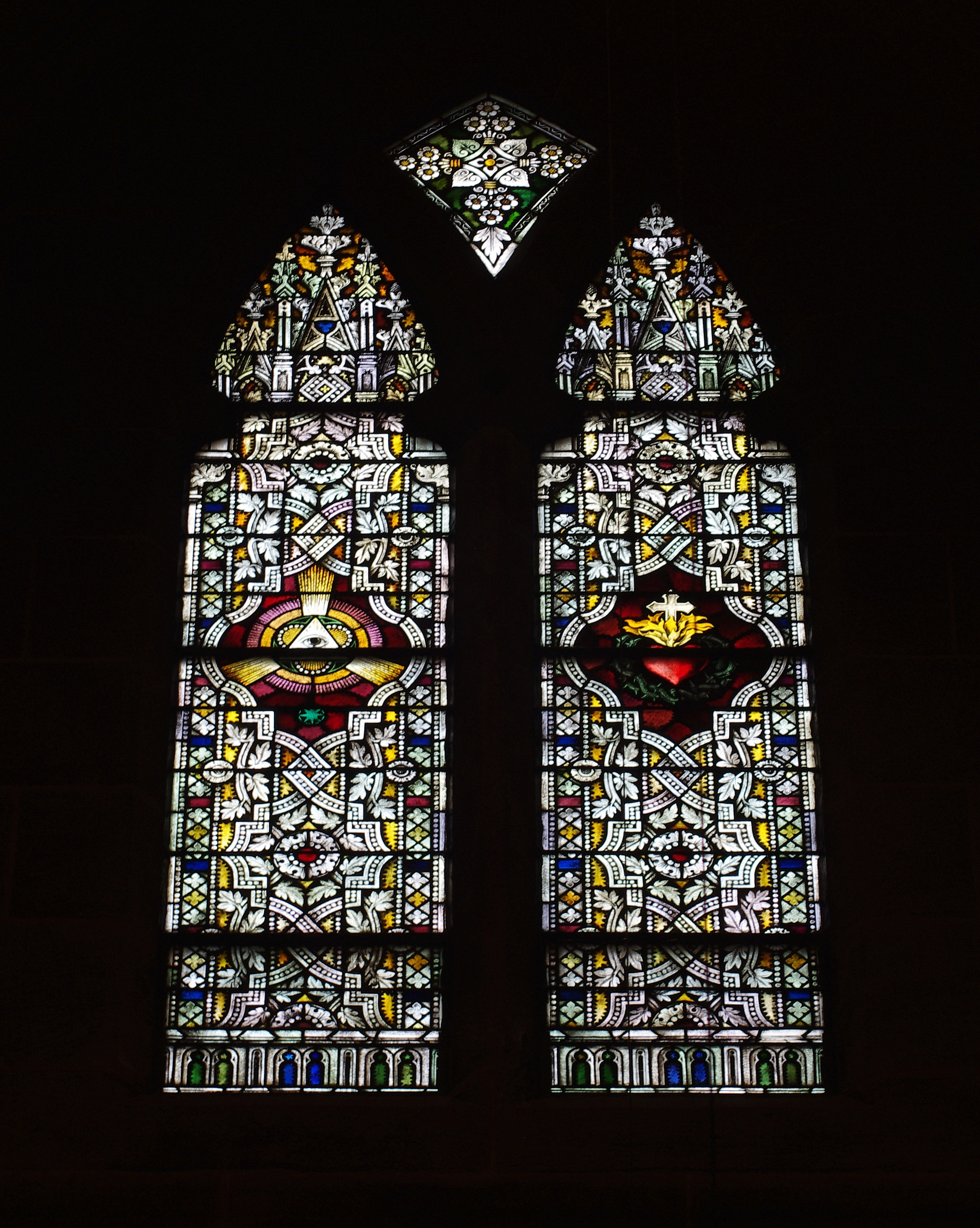
Vitrail représentant l'œil de la Providence et le Sacré Cœur.
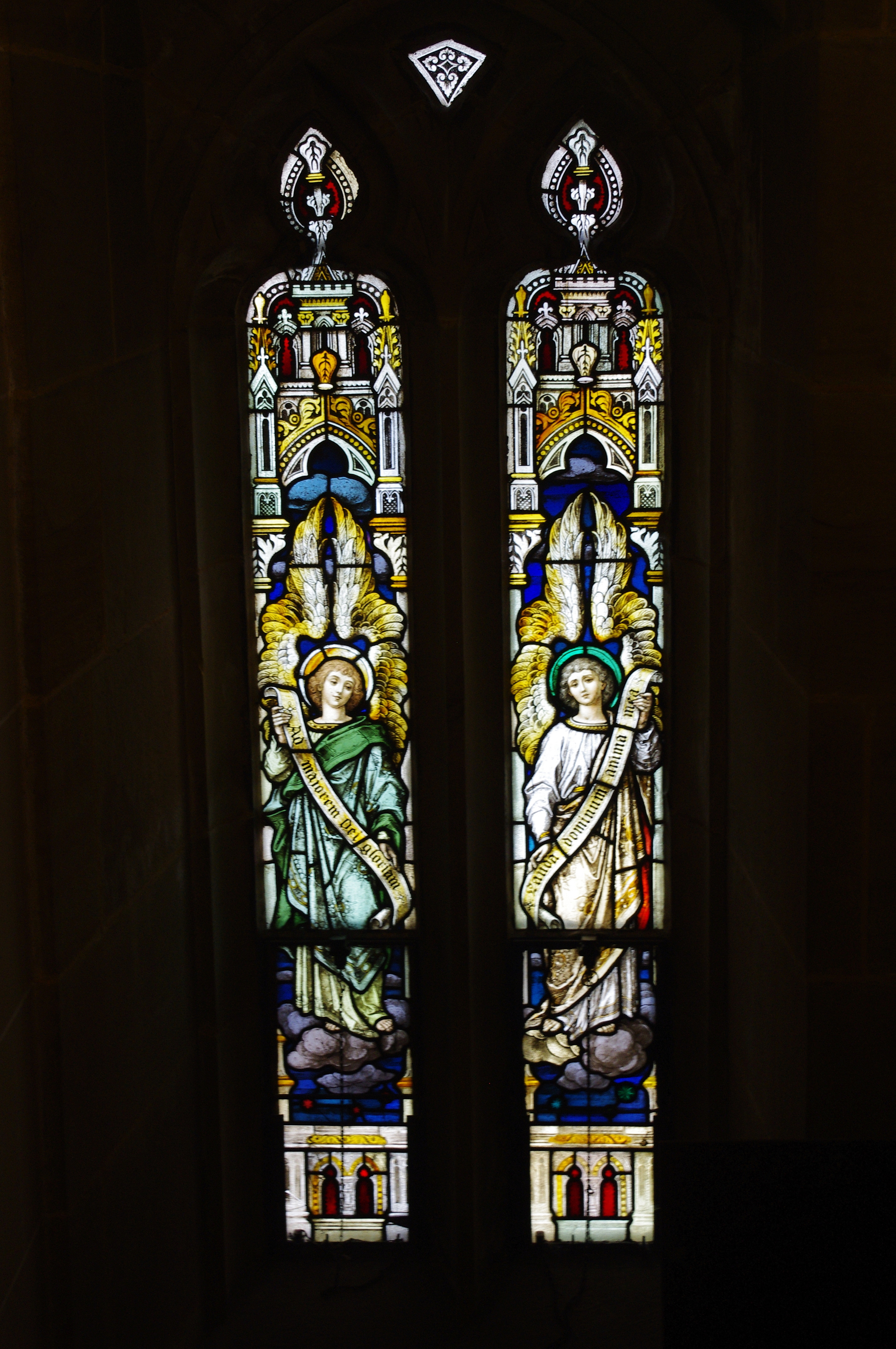
Vitrail représentant des anges.